# Niepokalanek

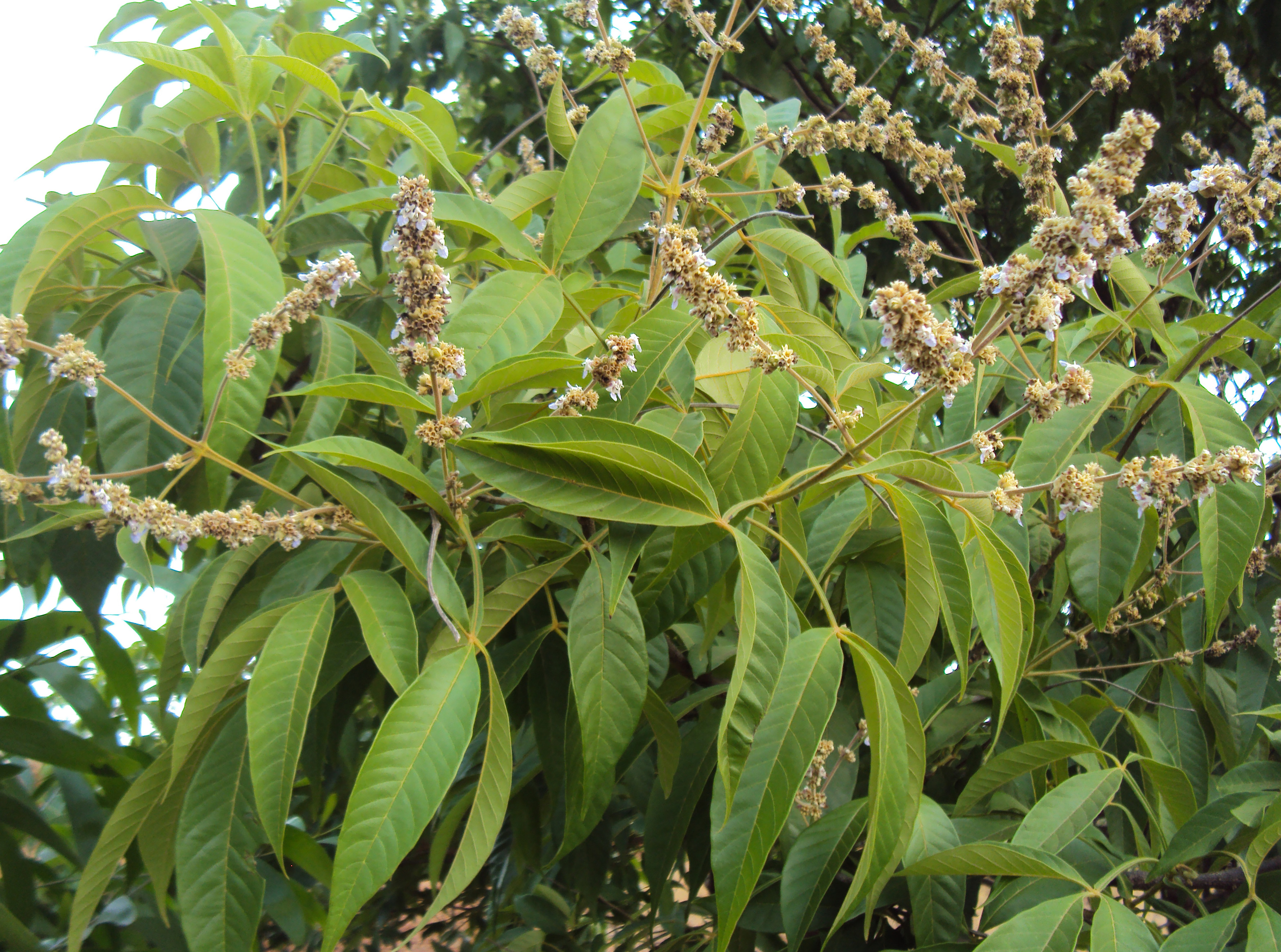
Vitex altissima

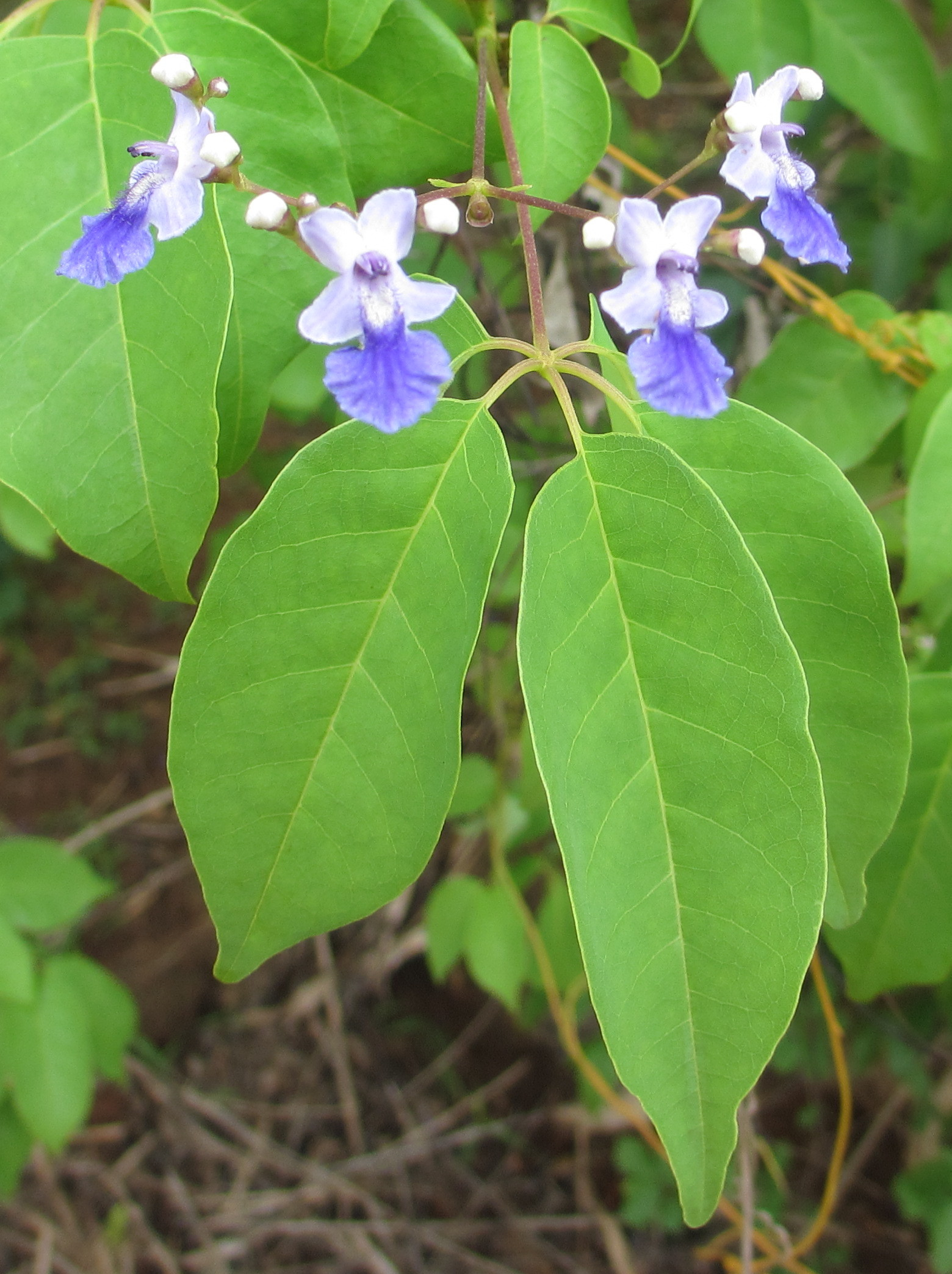
Vitex buchananii

Niepokalanek (Vitex L.) – rodzaj roślin należących do rodziny jasnotowatych. Obejmuje ok. 210–250 gatunków. Rośliny te rosną głównie w strefie tropikalnej, z mniej licznymi gatunkami sięgającymi stref umiarkowanych obu półkul.
Liczne gatunki dostarczają wartościowego drewna używanego do celów konstrukcyjnych, wyrobu mebli, kolb, instrumentów muzycznych i in., do rzeźbienia oraz wykorzystywanego jako opał. Pędy niepokalanka pospolitego wykorzystywane są w plecionkarstwie. Niektóre gatunki mają jadalne owoce (np. Vitex doniana, Vitex triflora). Liczne gatunki wykorzystywane są także jako lecznicze. Niektóre gatunki sadzone są także jako rośliny ozdobne. Rośliny o białych kwiatach rosnącego w Europie niepokalanka pospolitego były symbolem dziewictwa. W Starożytnej Grecji podczas festiwalów ku czci Demeter potwierdzane było dziewictwo niezamężnych dziewcząt na łożach splecionych z pędów niepokalanka. Jako ironiczne w tym kontekście określane jest wykorzystywanie owoców niepokalanka do leczenia chorób wenerycznych przez dawne ziołolecznictwo.

## Rozmieszczenie geograficzne
Rodzaj najbardziej zróżnicowany w tropikach, liczny zarówno w Starym, jak i Nowym Świecie. Najdalej na północ przedstawiciele rodzaju rosną w południowej Europie (jeden gatunek – niepokalanek pospolity), na Kaukazie, w Turkmenistanie, Chinach (14 gatunków), Półwyspie Koreańskim i Japonii. Na kontynentach amerykańskich naturalny zasięg kończył się w północnym Meksyku, ale 5 gatunków rośnie jako introdukowane także w zachodniej, południowej i wschodniej części Stanów Zjednoczonych. Na półkuli południowej rodzaj sięga najdalej na południe do Urugwaju i północnej Argentyny w Ameryce Południowej, do południowych krańców Afryki, obecny jest w Australii (bez jej południowej części) oraz na Wyspie Północnej w Nowej Zelandii (jeden gatunek – Vitex lucens).

## Morfologia

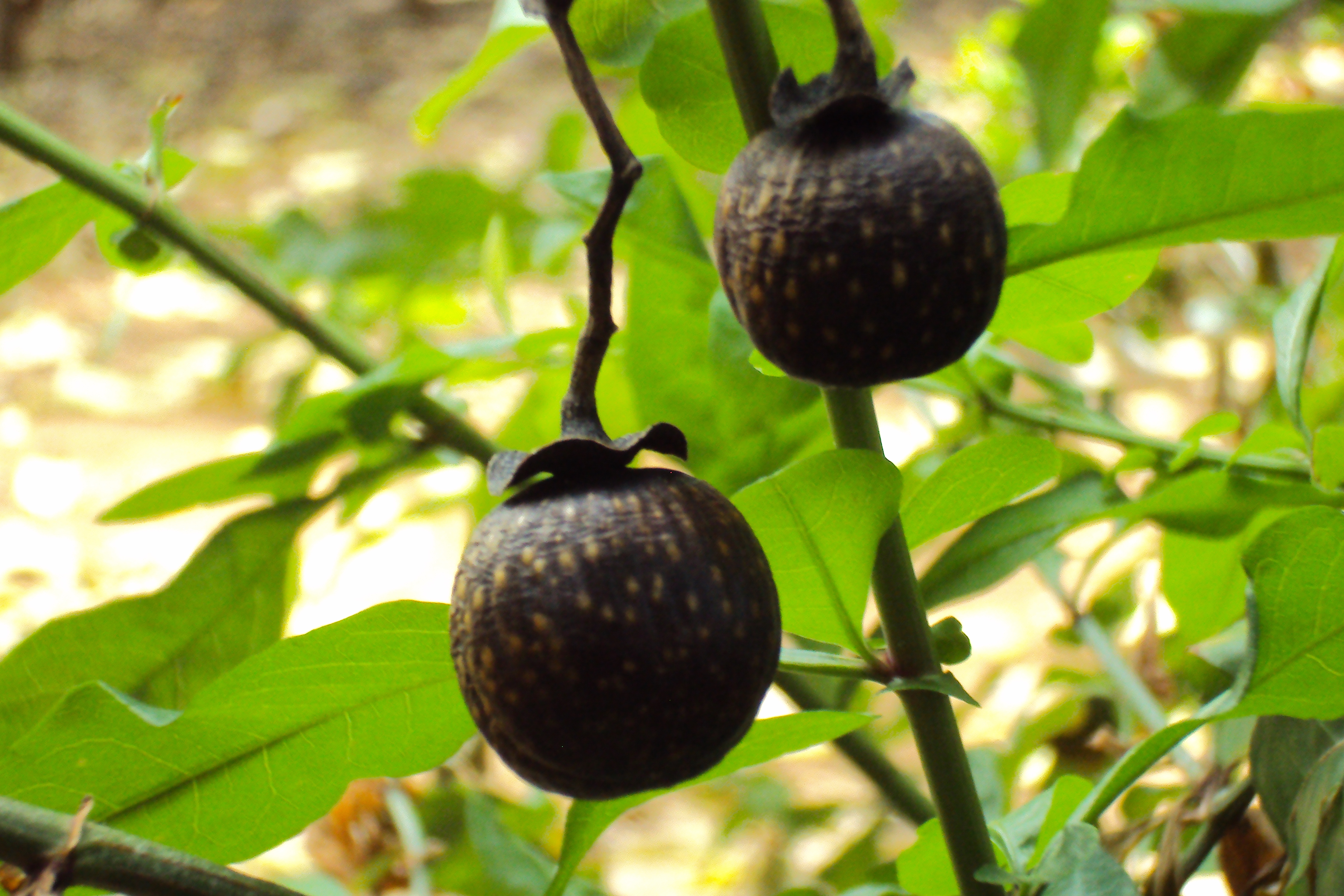
Owoce Vitex doniana

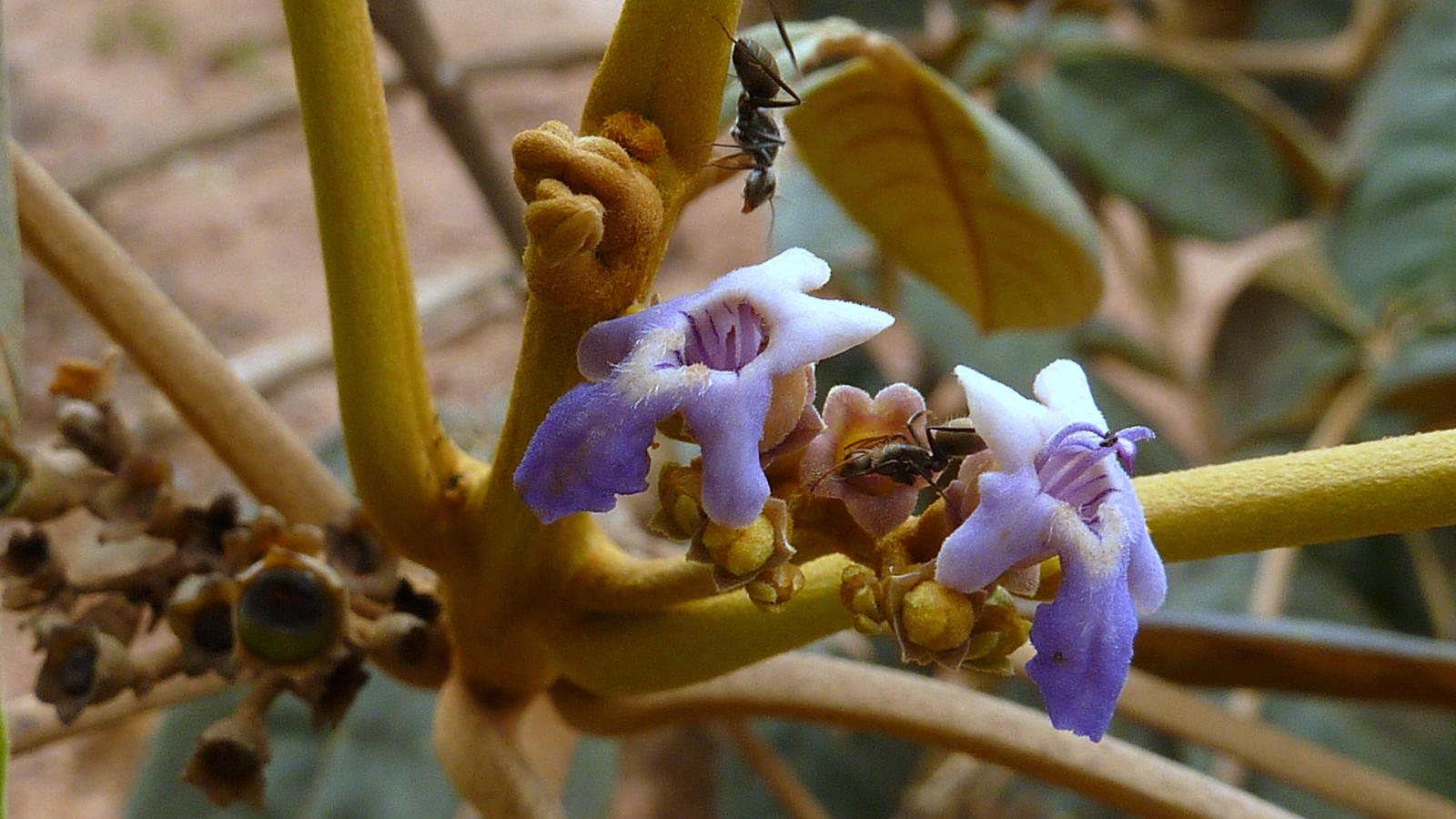
Vitex hypoleuca

PokrójDrzewa osiągające do ok. 20 m (przy średnicy do 1,5 m), krzewy, czasem płożące, rzadziej liany (d. Paravitex). Młode pędy nagie do gęsto owłosionych, zwykle czterokanciaste. Starsze pokryte korą gładką lub podłużnie bruzdowaną.
LiścieUlistnienie naprzeciwległe (czasem liście wyrastają w okółkach po trzy), opadające zimą (w porze suchej) lub zimozielone, zwykle  ogonkowe. Blaszka liściowa dłoniastozłożona, zazwyczaj z 3–7 listkami (rzadko z pojedynczym listkiem). Listki zwykle na krótkich ogonkach, całobrzegie, karbowane, piłkowane lub klapowane. Blaszka liściowa często szarawozielona.
KwiatyZebrane w kwiatostany wierzchotkowe wyrastające w kątach liści lub szczytowo, czasem tworzące złożone kwiatostany wiechowate, zwykle gęste. Kielich zrosłodziałkowy, dzwonkowaty lub rurkowaty, z 3–5 ząbkami na szczycie. Korona biała, żółta, różowa, czerwonawa, niebieska do fioletowej. U nasady zrośnięte płatki tworzą prostą lub wygiętą rurkę, zakończoną 5 łatkami, promienistą lub grzbiecistą (dwuwargową). Gdy korona jest dwuwargowa, górna warga składa się z dwóch łatek, a dolna z trzech, z których środkowa bywa mocno wydłużona. Cztery pręciki są dwusilne (dwa są dłuższe), osadzone są u nasady rurki korony i zwykle z niej wystają. Zalążnia złożona z dwóch (czasem czterech) komór, w każdej komorze z dwoma zalążkami. Szyjka słupka pojedyncza, nitkowata, na końcu rozwidlona, z krótkimi ramionami znamion.
OwoceMięsiste, kuliste, jajowate lub owalne pestkowce, zawierające cztery pestki z pojedynczymi nasionami. U nasady z powiększonym i trwałym kielichem.

## Systematyka

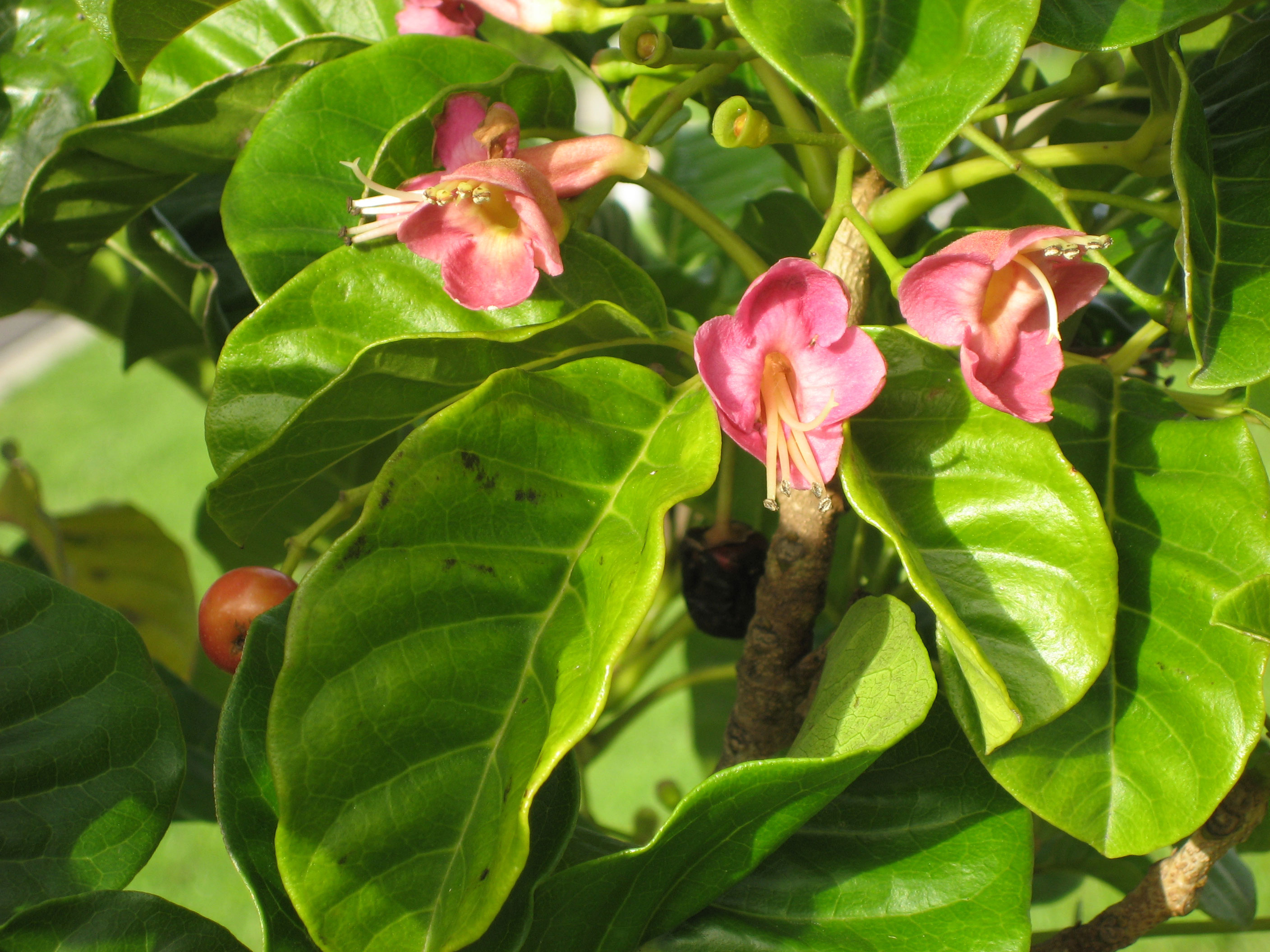
Vitex lucens

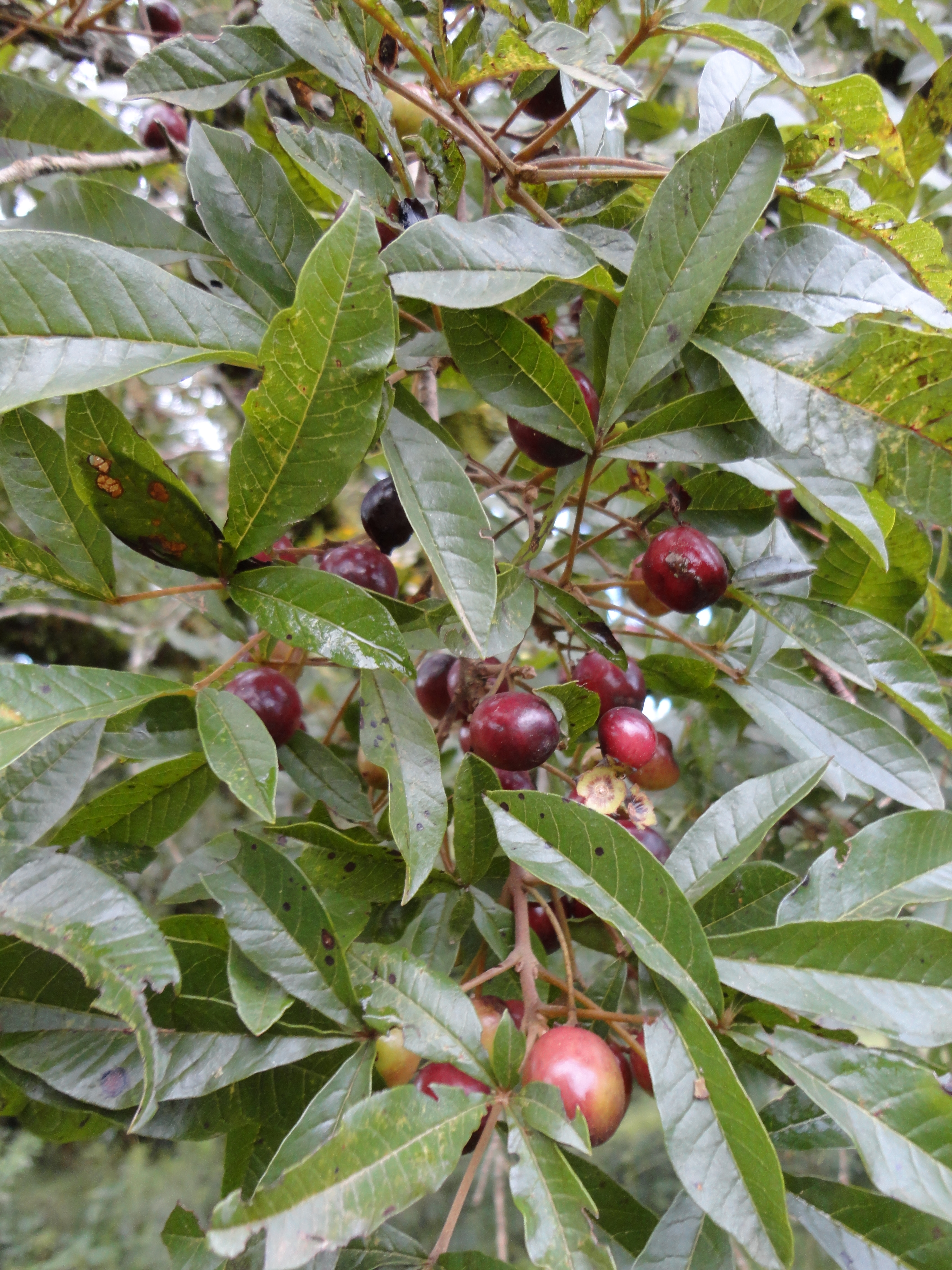
Vitex megapotamica

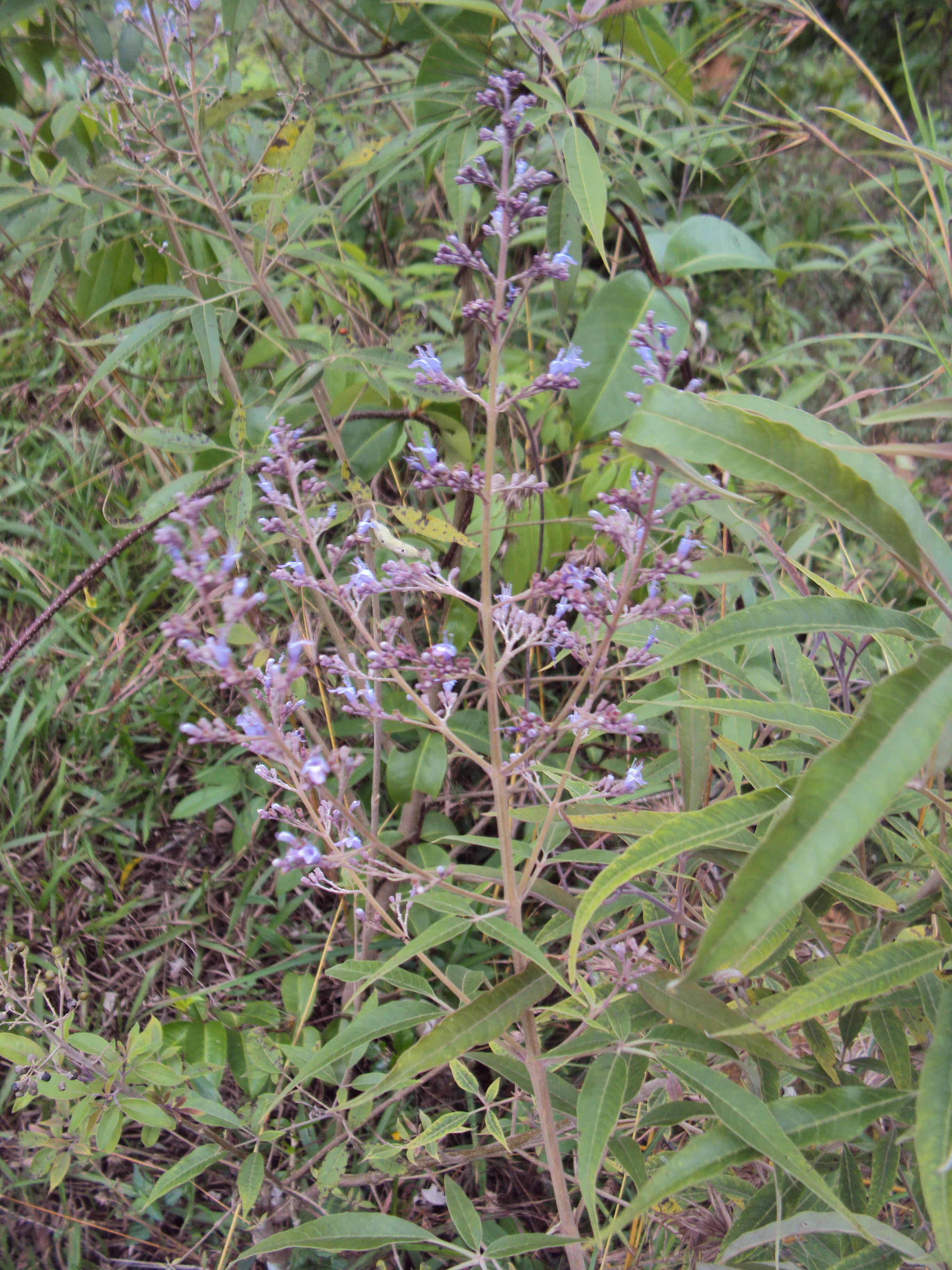
Vitex negundo

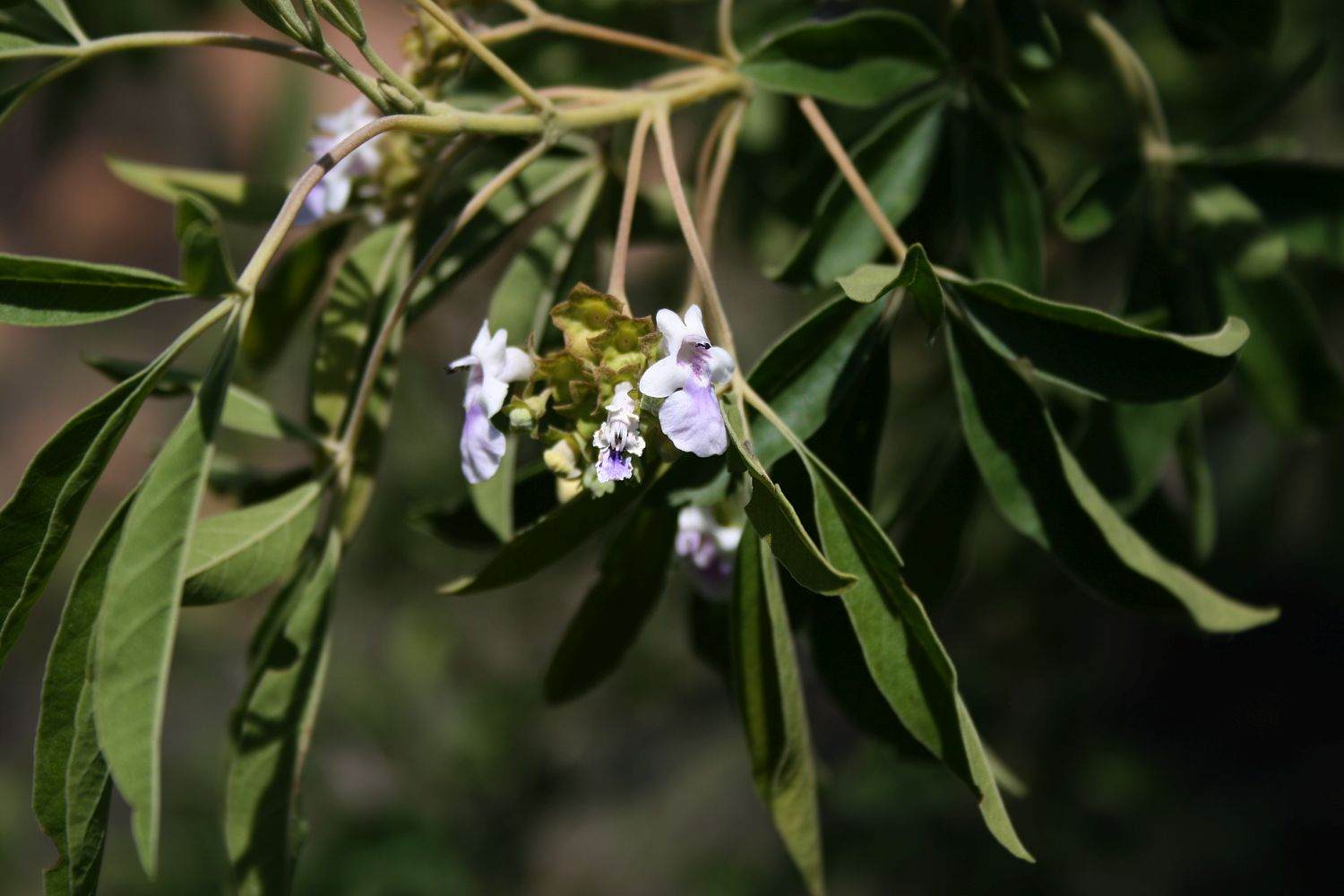
Vitex rehmannii

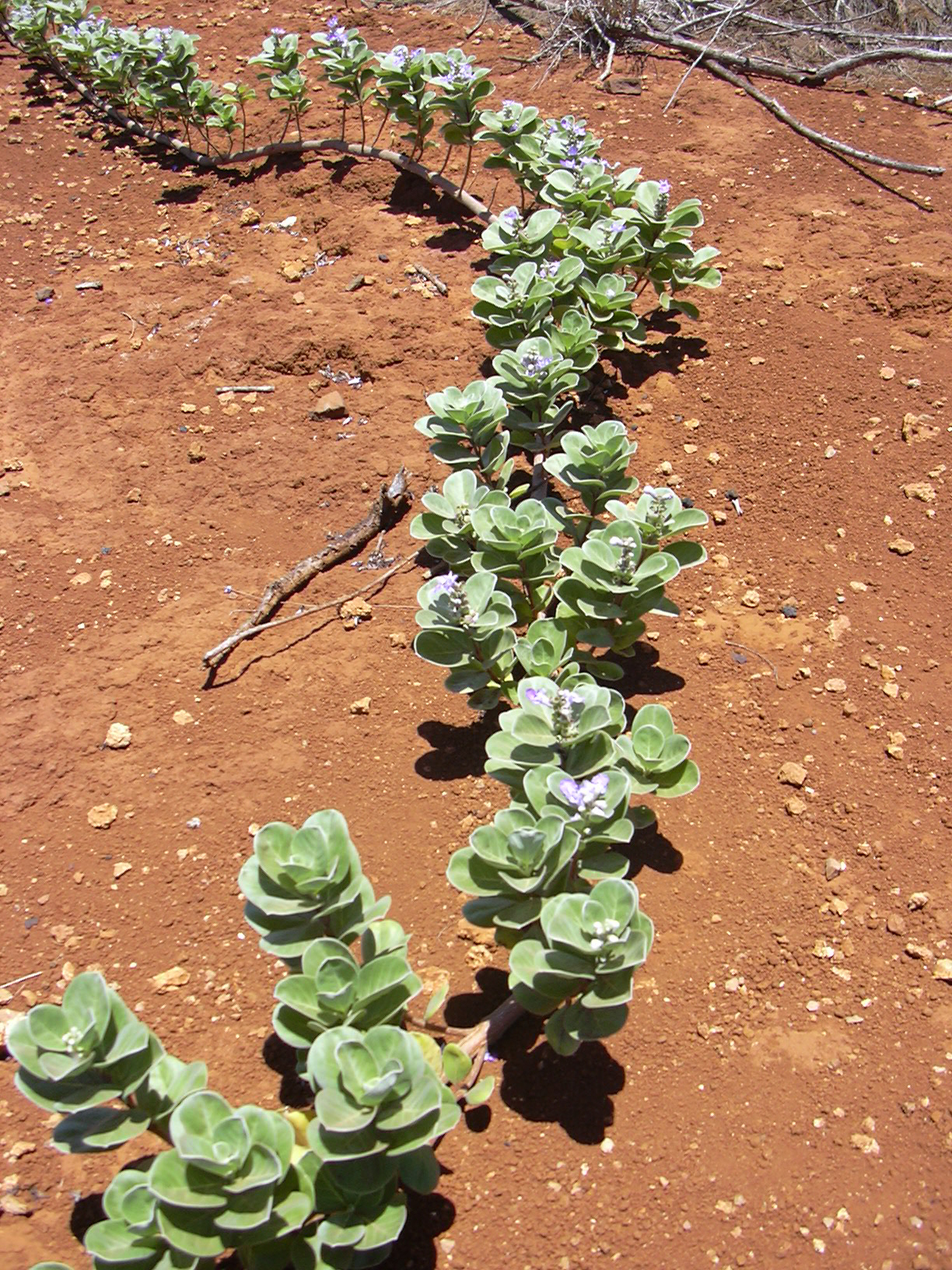
Vitex rotundifolia

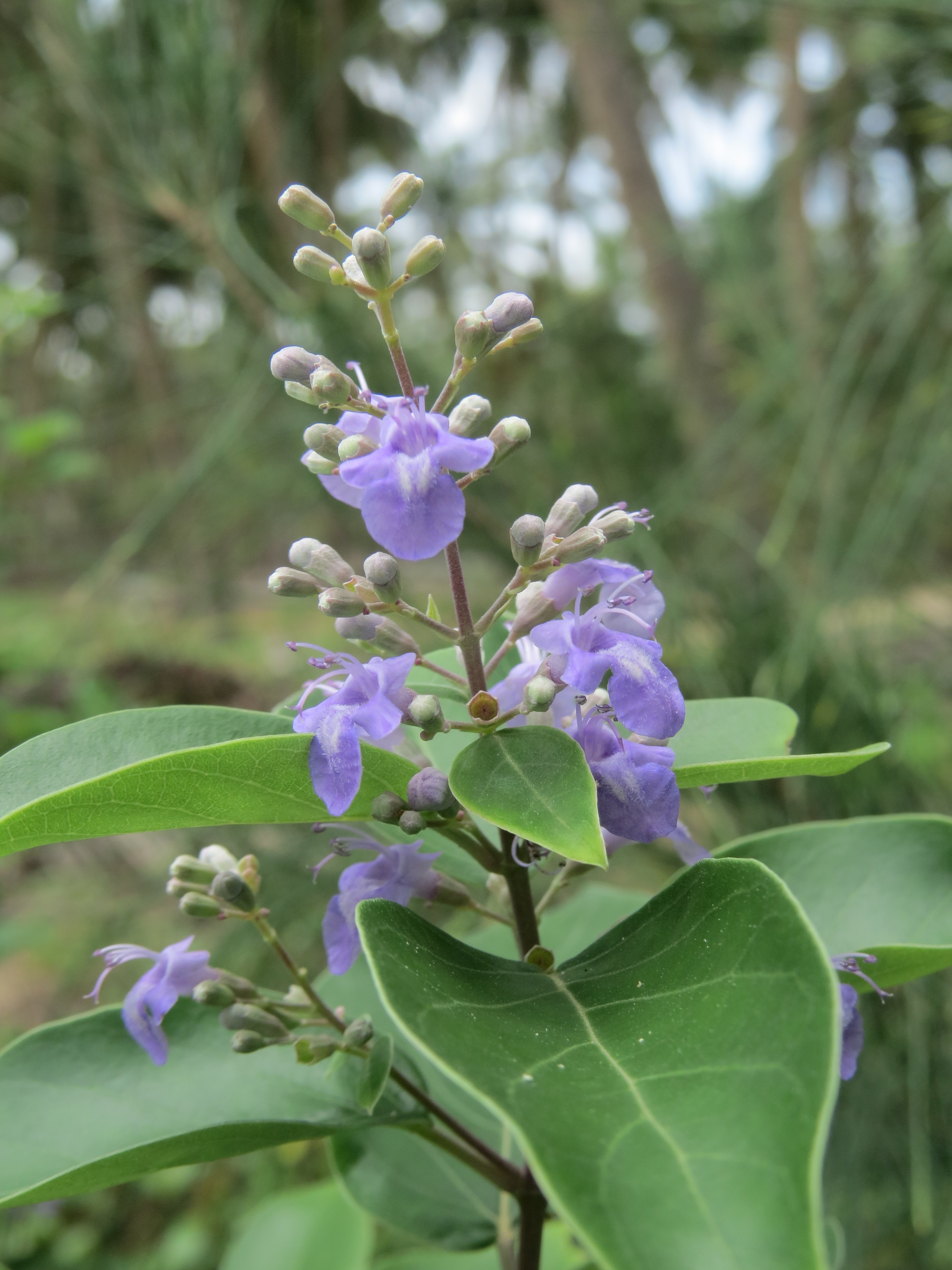
Vitex trifolia

Rodzaj umieszczany był dawniej  obrębie rodziny werbenowatych Verbenaceae (głównie z powodu jagodopodobnych, mięsistych owoców). Współcześnie zaliczany jest do podrodziny Viticoideae Briquet in Engler & Prantl (1895) w obrębie rodziny jasnotowatych Lamiaceae. Z 10 rodzajów wyróżnianych w obrębie podrodziny cztery (Paravitex, Petitia, Tsoongia, Viticipremna) okazały się być zagnieżdżone w obrębie przedstawicieli rodzaju Vitex i w efekcie zostały do niego zaliczone, a ich nazwy stały się synonimami. Ponieważ trzy kolejne rodzaje przeniesione zostały do podrodziny Premnoideae Bo Li, Olmstead & Cantino w podrodzinie Viticoideae jako najbliżej spokrewnione z Vitex zostały rodzaje Pseudocarpidium i Teijsmanniodendron.
Wykaz gatunków
(z uwzględnieniem włączenia tu dawniej wyodrębnianych rodzajów Paravitex, Tsoongia, Viticipremna, ale z wyłączeniem dwóch gatunków z problematycznego rodzaju Petitia)

- Vitex acuminata R.Br.
- Vitex acunae Borhidi & O.Muñiz
- Vitex agelaeifolia Mildbr. ex Piep.
- Vitex agnus-castus L. – niepokalanek pospolity
- Vitex ajugiflora Dop
- Vitex altissima L.f.
- Vitex amaniensis W.Piep.
- Vitex angolensis Gürke
- Vitex aurea Moldenke
- Vitex axillariflora (Merr.) Bramley
- Vitex barorum (Humbert) Callm. & Phillipson
- Vitex befotakensis Moldenke
- Vitex benuensis Engl. ex W.Piep.
- Vitex beraviensis Vatke
- Vitex betsiliensis Humbert
- Vitex bogalensis Wernham
- Vitex bojeri Schauer
- Vitex bracteata Scott Elliot
- Vitex brevilabiata Ducke
- Vitex brevipetiolata Moldenke
- Vitex buchananii Baker ex Gürke
- Vitex burmensis Moldenke
- Vitex caespitosa Exell
- Vitex calothyrsa Sandwith
- Vitex canescens Kurz
- Vitex capitata Vahl
- Vitex carbunculorum W.W.Sm. & Ramaswami
- Vitex cauliflora Moldenke
- Vitex cestroides Baker
- Vitex chrysleriana Moldenke
- Vitex chrysocarpa Planch.
- Vitex chrysomallum Steud.
- Vitex ciliata Pierre ex Pellegr.
- Vitex clementis Britton & P.Wilson
- Vitex cochinchinensis Dop
- Vitex cofassus Reinw. ex Blume
- Vitex collina (Montrouz.) Beauvis.
- Vitex columbiensis Pittier
- Vitex compressa Turcz.
- Vitex congolensis De Wild. & T.Durand
- Vitex cooperi Standl.
- Vitex coursii Moldenke
- Vitex cuspidata Hiern
- Vitex cymosa Bertero ex Spreng.
- Vitex degeneriana Moldenke
- Vitex dinklagei Gürke
- Vitex discoideoglandulosa De Wild.
- Vitex divaricata Sw.
- Vitex diversifolia Kurz ex C.B.Clarke
- Vitex djumaensis De Wild.
- Vitex doniana Sweet
- Vitex duckei Huber
- Vitex duclouxii Dop
- Vitex eberhardtii Dop
- Vitex elakelakensis Moldenke
- Vitex excelsa Moldenke
- Vitex farafanganensis Moldenke
- Vitex ferruginea Schumach. & Thonn.
- Vitex fischeri Gürke
- Vitex flava Ridl.
- Vitex flavens Kunth
- Vitex floridula Duchass. & Walp.
- Vitex froesii Moldenke
- Vitex gabunensis Gürke
- Vitex gamosepala Griff.
- Vitex gardneriana Schauer
- Vitex gaumeri Greenm.
- Vitex gigantea Kunth
- Vitex glabrata R.Br.
- Vitex golungensis Baker
- Vitex grandidiana W.Piep.
- Vitex grandifolia Gürke
- Vitex guanahacabibensis Borhidi
- Vitex guianensis Moldenke
- Vitex harveyana H.Pearson
- Vitex hemsleyi Briq.
- Vitex heptaphylla A.Juss.
- Vitex hirsutissima Baker
- Vitex hispidissima (Seem.) Callm. & Phillipson
- Vitex holoadenon Dop
- Vitex holocalyx Baker
- Vitex humbertii Moldenke
- Vitex humblotiana Callm. & Phillipson
- Vitex hypoleuca Schauer
- Vitex ibarensis Baker
- Vitex impressinervia Mildbr. ex Piep.
- Vitex integrifolia Urb.
- Vitex iraquensis Moldenke
- Vitex klugii Moldenke
- Vitex krukovii Moldenke
- Vitex kwangsiensis C.Pei
- Vitex lanigera Schauer
- Vitex lastellei Moldenke
- Vitex leandrii Moldenke
- Vitex lehmbachii Gürke
- Vitex leucoxylon L.f.
- Vitex lignum-vitae A.Cunn. ex Schauer
- Vitex limonifolia Wall. ex C.B.Clarke
- Vitex lindenii Hook.f.
- Vitex lobata Moldenke
- Vitex lokundjensis W.Piep.
- Vitex longipetiolata Gürke
- Vitex longisepala King & Gamble
- Vitex lowryi Callm., Phillipson & G.E.Schatz
- Vitex lucens Kirk
- Vitex lutea Exell
- Vitex macrofoliola Moldenke
- Vitex madagascariensis Moldenke
- Vitex madiensis Oliv.
- Vitex maranhana Moldenke
- Vitex marquesii W.Piep.
- Vitex martii Moldenke
- Vitex masoalensis G.E.Schatz
- Vitex masoniana Pittier
- Vitex medusicalyx H.J.Lam
- Vitex megapotamica (Spreng.) Moldenke
- Vitex melicopea F.Muell.
- Vitex menabeensis Capuron
- Vitex micrantha Gürke
- Vitex microphylla Moldenke
- Vitex millsii M.R.Hend.
- Vitex milnei W.Piep.
- Vitex mollis Kunth
- Vitex mombassae Vatke
- Vitex mooiensis H.Pearson
- Vitex morogoroensis Walsingham & S.Atkins
- Vitex mossambicensis Gürke
- Vitex negundo L.
- Vitex nlonakensis Engl. ex G.Piep.
- Vitex novae-pommeraniae Warb.
- Vitex obovata E.Mey.
- Vitex orinocensis Kunth
- Vitex oscitans Moldenke
- Vitex oxycuspis Baker
- Vitex pachyclada Baker
- Vitex panshiniana Moldenke
- Vitex parviflora A.Juss.
- Vitex patula E.A.Bruce
- Vitex payos (Lour.) Merr.
- Vitex peduncularis Wall. ex Schauer
- Vitex perrieri Danguy
- Vitex pervillei Baker
- Vitex petersiana Klotzsch
- Vitex phaeotricha Mildbr. ex Piep.
- Vitex phillyreifolia Baker
- Vitex pierreana Dop
- Vitex pierrei Craib
- Vitex pinnata L.
- Vitex polygama Cham.
- Vitex pooara Corbishley
- Vitex praetervisa Borhidi
- Vitex pseudocuspidata Mildbr. ex Piep.
- Vitex pseudolea Rusby
- Vitex pulchra Moldenke
- Vitex pyramidata B.L.Rob.
- Vitex queenslandica (Munir) Bramley
- Vitex quinata (Lour.) F.N.Williams
- Vitex regnelliana Moldenke
- Vitex rehmannii Gürke
- Vitex resinifera Moldenke
- Vitex rivularis Gürke
- Vitex rubra Moldenke
- Vitex rubroaurantiaca De Wild.
- Vitex rufescens A.Juss.
- Vitex sampsonii Hance
- Vitex scabra Wall. ex Schauer
- Vitex scandens Moldenke
- Vitex schaueriana Moldenke
- Vitex schliebenii Moldenke
- Vitex schomburgkiana Schauer
- Vitex schunkei Moldenke
- Vitex seineri Gürke ex Piep.
- Vitex sellowiana Cham.
- Vitex siamica F.N.Williams
- Vitex snethlagiana Huber ex Moldenke
- Vitex sprucei Briq.
- Vitex stahelii Moldenke
- Vitex stellata Moldenke
- Vitex strickeri Vatke & Hildebrandt
- Vitex stylosa Dop
- Vitex teloravina Baker
- Vitex thailandica Bramley
- Vitex thorelii Dop
- Vitex thyrsiflora Baker
- Vitex tomentosa (Munir) Bramley
- Vitex tomentulosa Moldenke
- Vitex trichantha Baker
- Vitex triflora Vahl
- Vitex trifolia L.
- Vitex tripinnata (Lour.) Merr.
- Vitex tristis Scott Elliot
- Vitex turczaninowii Merr.
- Vitex ugogoensis Verdc.
- Vitex umbrosa Sw.
- Vitex uniflora Baker
- Vitex urceolata C.B.Clarke
- Vitex vansteenisii Moldenke
- Vitex vauthieri DC. ex Schauer
- Vitex velutinifolia Munir
- Vitex vestita Wall. ex Walp.
- Vitex villosissima (Moldenke) Callm. & Phillipson
- Vitex vitilevuensis (Munir) Bramley
- Vitex vondrozensis Moldenke
- Vitex waterlotii Danguy
- Vitex wimberleyi Kurz
- Vitex yaundensis Gürke
- Vitex yunnanensis W.W.Sm.
- Vitex zanzibarensis Vatke
- Vitex zenkeri Gürke
- Vitex zeyheri Sond. ex Schauer